# Clifton (Arizona)
Clifton város az USA Arizona államában. Lakosainak száma 3933 fő (2020. április 1.).

## Népesség
A település népességének változása:

| 2010 | 3 311 |
| 2020 | 3 933 |